# Louis Clapisson
 (avril 2025).
Si vous disposez d'ouvrages ou d'articles de référence ou si vous connaissez des sites web de qualité traitant du thème abordé ici, merci de compléter l'article en donnant les références utiles à sa vérifiabilité et en les liant à la section « Notes et références ».
Pour les articles homonymes, voir Clapisson.
Œuvres principales
La Fanchonnette (1856)
Louis Clapisson (15 septembre 1808 à Naples - 19 mars 1866 à Paris 9e) est un compositeur français et un collectionneur d'instruments de musique anciens.

## Biographie

### Origines familiales
La famille de Clapisson était originaire de Lyon. Son grand-père, Léonard Clapisson, y exerçait le métier de facteur d'instruments à vent, place du Méridien. On connaît de lui trois instruments mais on ne dispose d'aucun renseignement biographique. Quant à son père Antoine Clapisson, il était corniste professionnel ; il fut chef de la musique militaire du roi Murat, professeur au Conservatoire de Naples et premier cor du théâtre San Carlo puis premier cor du Grand Théâtre de Bordeaux.
L'extrait du registre des actes de naissance du 5e arrondissement de Paris dressé le 27 mai 1836 au moment du mariage de Louis Clapisson avec Marie Catherine Bréard (petite-fille du conventionnel régicide Jean-Jacques Bréard) est ainsi libellé :
« Ce jourd'hui seize septembre mil huit cent huit pardevans nous Jacques Billioux, quartier maitre du régiment des grenadiers de la Garde royale, chevalier de l'ordre royal des Deux-Siciles et faisant fonction d'officier public séant à Naples est comparu, Antoine Clapisson musicien des grenadiers de la Garde royale, assisté de Messieurs Morel Xavier, chef de Bataillon au régiment des grenadiers de la Garde royale, Membre de la Légion d'honneur, et chevalier de l'ordre royal des Deux-Siciles, et Grand Jean François maître de musique du premier régiment suisse, lequel nous a présenté Antoine Louis Clapisson son fils, né de son mariage avec demoiselle Philipine Dubois, le quinze septembre Mil huit cens huit a dix heures du matin et ont signé avec nous, signé Billioux Clapisson Morel Grand Jean pour extrait conforme le quartier Maitre du regiment signé Billioux ».
Deux ans plus tard, Antoine Clapisson père est nommé en surnuméraire à l'orchestre de chambre et de la chapelle palatine, ainsi que l'atteste une lettre du chambellan surintendant de la musique du royaume de Naples et des Deux-Siciles datée du 10 décembre 1810 « l suoi conosciuti talenti, ed il suo credito nel paese per l'arte della musica hanno deliberato S.M. di presceglierlo per il suo Real Servizio della Camera, e Cappella Palatina, in qualita di soprannumero di Corno da Caccia, nell'intelligenza che dovra vestire l'abito di costume equale agli altri sonatori, che sono addetti all'Orchestra di Corte, o pure uniforme militare, e per tutt'altro dovra stare allo stabilita dalla nominata M.S. ».

### Jeunesse
On ignore à quelle date exactement Antoine Clapisson regagna la France et s'installa à Bordeaux (en 1815 semble-t-il, lors des changements politiques du royaume de Naples) où il trouva une place de premier cor solo au Grand Théâtre. Il confia alors son fils au violoncelliste Hus-Desforges, afin qu'il lui enseigne le violon. Les succès du jeune virtuose le firent remarquer de M. Hippolyte Sonnet, artiste distingué et auteur de la musique de plusieurs ballets représentés à Bordeaux à cette époque. Louis Clapisson reçut de lui des leçons d'harmonie et fut admis comme violon à l'orchestre du Grand Théâtre. L'éducation musicale du jeune Louis Clapisson se poursuivit ensuite auprès de François-Antoine Habeneck au Conservatoire de Paris à partir d'octobre 1830. Il obtint un deuxième prix de violon en 1833. Grâce à Habeneck qui l’avait pris en amitié, il suivit gratuitement des cours particuliers d'harmonie avec Anton Reicha. Il se représenta au concours de violon en 1835, sans succès. Clapisson remplaça, comme maître de composition musicale, Reicha, qui était tombé gravement malade.

### Début de carrière

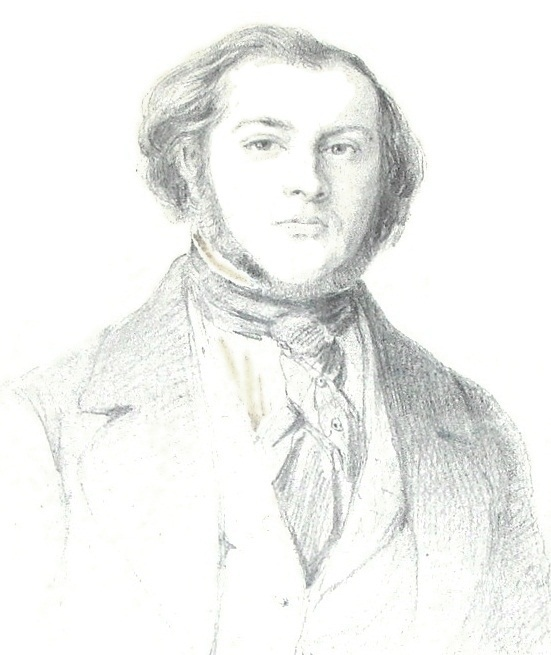
Portrait par Henri Emy 1842

À partir d'avril 1832, Louis Clapisson commence une carrière de violoniste. Il devient premier violon au Théâtre Italien et second violon à l'orchestre de l'Opéra, tandis qu'il s'essaye parallèlement à la composition : 24 duos « de genre », intitulés Vieux-Paris, des quatuors pour instruments à cordes, des morceaux de piano, vingt chœurs d'hommes, de la musique sacrée, de très nombreuses romances (notamment le recueil Chansons du Vieux Château) et des chansons à succès, souvent d'inspiration gothique, publiées sous forme d'albums annuels à partir de 1839.
Plusieurs de ses œuvres apparaissent au programme de la Société des concerts du Conservatoire, où il sera nommé premier violon le 11 mars 1836, tel Voici la Nuit, chœur sans accompagnement en février 1835.
Son audience populaire va se confirmer avec son opéra-comique La Figurante en 1838, premier d'une suite d'œuvres dramatiques à succès, écrites pour des chanteurs à la mode, tels Caroline Miolan-Carvalho ou Roger. La revue l’Artiste, sous la plume de L. Michelant, donnait, à la suite de la première, cette critique un peu sévère mais encourageante pour l’avenir du jeune compositeur : « M. Clapisson a déjà composé des nocturnes, des chansonnettes, et, pour nous, ce n’est pas une recommandation. Nous regrettons de voir nos jeunes compositeurs traverser la romance pour arriver à la musique dramatique. (…) Loin de développer leur imagination, ces frivoles compositions la rétrécissent (…). C’est peut-être à cette cause qu’il faut attribuer l’uniformité du premier ouvrage de M. Clapisson : ses mélodies paraissent conçues avec difficulté, et manquent souvent de chaleur. Mais à côté de ces défauts, brillent des qualités qu’on rencontre rarement dans un début. M. Clapisson est excellent harmoniste, et traite l'instrumentation bien mieux qu’on ne pouvait s’y attendre. (…) Nous dirions après avoir entendu l’opéra de M. Clapisson, si nous avions à préjuger sur son avenir, qu’il promet un talent à la fois solide et correct, porté plutôt aux choses de passion qu’au caprice ou à la fantaisie ».

### Le compositeur à succès

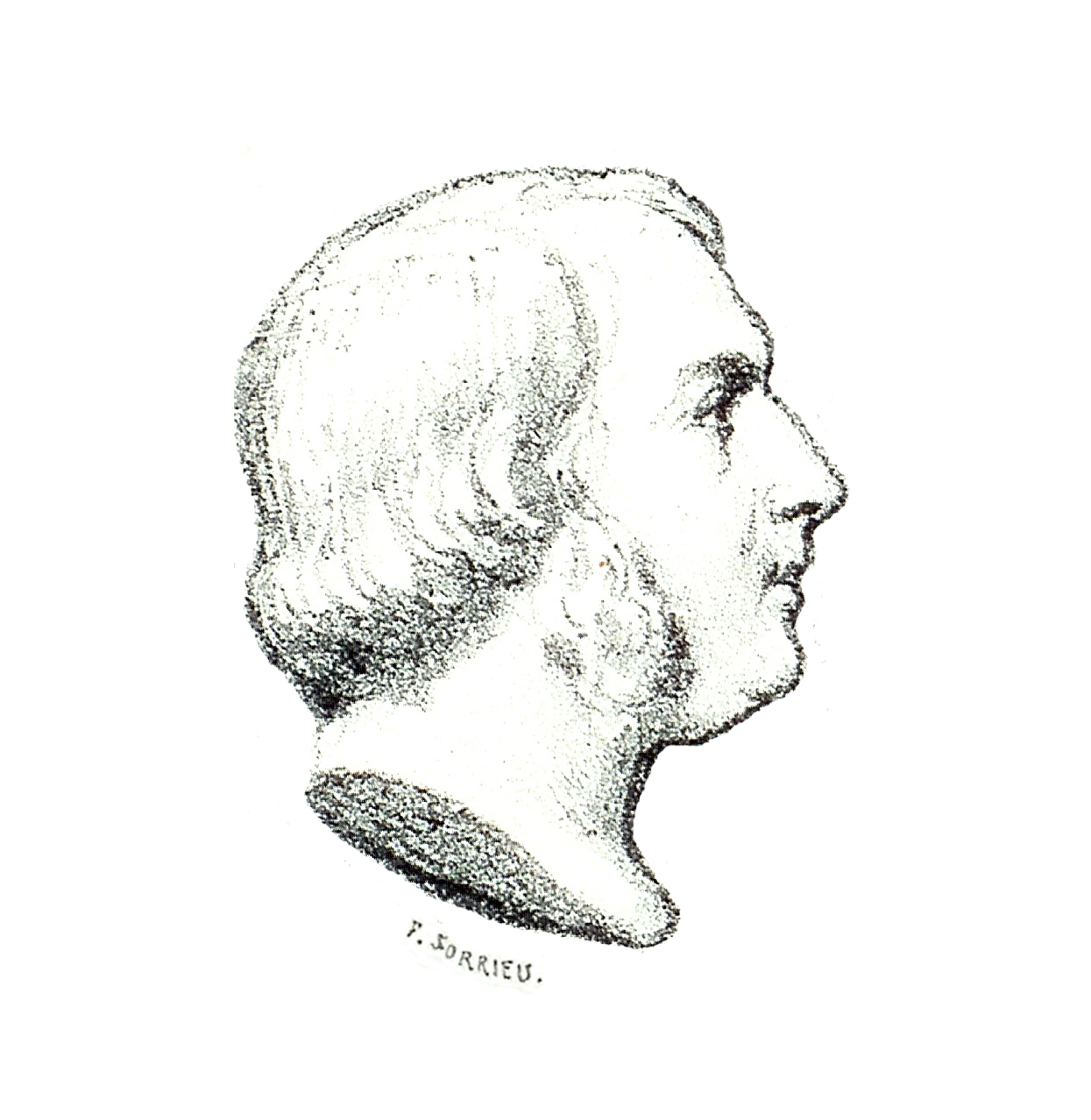
Portrait par Frédéric Sorrieu

Clapisson abandonne le métier de violoniste du rang et se consacre dorénavant à la composition d'une vingtaine d'œuvres lyriques qui dénotent d'un style tantôt facile et léger, tantôt grandiose, telle Jeanne la Folle (1848), sa seule œuvre pour le grand Opéra, dont plusieurs critiques remarqueront le caractère meyerbeerien. On peut citer également Le Code Noir (1842), son grand succès populaire Gibby la Cornemuse (1846), La Promise (1854) et bien sûr son œuvre la plus connue La Fanchonnette (1856).
Gibby la Cornemuse lui valut quelques critiques mémorables, parmi lesquelles celle de Berlioz, dans le Journal des Débats : « L’Opéra-Comique vient d’obtenir un grand succès dû à une partition brillante (…). Je crois avoir laissé entrevoir qu’elle était musicale. Je le prouverai mieux par les éloges que je dois à l’œuvre de M. Clapisson, véritable œuvre d’art dont la popularité est aujourd’hui assurée. La partition de Gibby, écrite avec cette aisance qu’on ne trouve pas toujours même chez les plus savants maîtres, s’éloigne également de cette facilité étourdie des productions dites gracieuses qui ne vivent qu’un jour. Le style en est franc, toujours clair, les intentions dramatiques les plus heureuses s’y rencontrent fréquemment, et le compositeur a su faire ressortir à merveille les ressources du magnifique talent de Roger dans le rôle principal ». Théophile Gautier n’est pas moins explicite dans ses éloges : « Il était difficile de mettre à la disposition d’un compositeur une donnée plus musicale. Aussi, M. Clapisson en a-t-il tiré le plus heureux parti. (…) Cette œuvre sort M. Clapisson de la foule des faiseurs de romances et de nocturnes, et lui donne un beau rang parmi les compositeurs modernes ».
Clapisson a aussi laissé des chœurs orphéoniques qui restent sans doute moins connus que ceux de Gounod, Félicien David, ou Halévy, mais qui participèrent aussi à sa notoriété. En effet, selon Emile Gilbert, « il avait obtenu tout ce qu'ambitionne un artiste; la réputation que donnent le monde et le théâtre, il l'avait conquise ». Nommé Chevalier de la Légion d'honneur le 29 avril 1847 sur demande d’Adam et Halévy à la suite du très grand succès de son opéra-comique, Gibby la Cornemuse, il se présente une première fois à l'Académie des beaux-arts en 1853. Le 13 novembre, c’est Reber qui obtient au cinquième tour un succès laborieux devançant de peu Clapisson.

### L'Académicien
Il fut élu à l'Académie des Beaux-Arts à sa deuxième tentative, le 26 août 1854, au siège d'Halévy (Fauteuil I, section de composition musicale), ce dernier étant nommé secrétaire perpétuel. Les archives de la famille Clapisson comportent une copie de la feuille de délibération de l'Académie des Beaux-Arts, non datée, mais relative à l'élection de Clapisson en 1854. Les candidats présentés par la section de musique, et, pour les trois derniers, par l'Académie, obtinrent respectivement 21 voix (sur 32) pour Clapisson, 4 pour Berlioz, 4 pour Leborne, 2 pour Félicien David, et aucune pour Elwart et Niedermeyer.

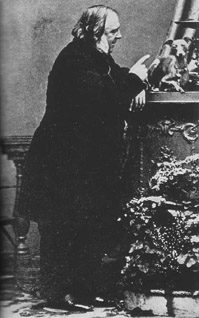
Portrait par Eugène Disdéri

Berlioz avait pourtant entrepris de nombreuses démarches, comme en témoigne par exemple sa lettre du 8 août 1854 à J.W. Davison : « J'aurais de la chance si j'obtenais la voix d'Auber. Il pousse Clapisson !!! Veux-tu avoir la bonté de tâcher par une lettre de décider Auber en ma faveur ? Peut-être ne tient-il guère à son protégé. En tout cas, je puis lui être utile et je ne me trouverai jamais entre ses jambes pour le gêner dans ses opérations lyriques, comme fait et fera Clapisson ». Le 12 août, Berlioz recevait une lettre d'Adolphe Adam qui promettait de voter pour lui tout en mettant Clapisson en tête de liste. Cette duplicité fut relevée le jour même par Berlioz, dans sa réponse au compositeur. Rien d'étonnant d'ailleurs qu’Adolphe Adam n’ait soutenu plus volontiers Clapisson. Il avait donné plusieurs critiques élogieuses de ses œuvres au moment de leur première représentation, et le commentaire le plus éloquent reste celui qu'il donna le 4 mars 1856 au sujet de La Fanchonnette : « Quant à M. Clapisson, je ne voudrai pas déprécier ses précédentes compositions dont j'ai souvent fait un éloge mérité. Il y a un progrès si évident, un pas si immense dans ce nouvel ouvrage, que trouvant presque tout à louer, je serais bien obligé, pour faire le plus petit bout de critique, de rappeler quelques-uns des petits défauts où il se complaisait autrefois, ne fût-ce que pour signaler qu'ils ont maintenant complètement disparu. Ainsi, quelquefois l'abus de la richesse d'instrumentation entraînait un peu de lourdeur; aujourd'hui, au contraire, la sobriété la plus sage amène les effets les plus grands quelquefois le désir d'écrire brillant et à effet lui faisait disposer les voix dans des régions trop élevées aujourd'hui il n'en est plus ainsi: les chanteurs sont parfaitement à l'aise et leur voix s'en trouve aussi bien que l'oreille de l'auditeur. Naguère et dans le but d'être accessible au plus grand nombre, peut-être n'oubliait-il pas assez, en écrivant ses opéras, qu'il ne composait pas pour ses albums, et laissait-il échapper quelques mélodies un peu vulgaires, quelques formules un peu trop bourgeoises, témoin ... mais je ne peux rien citer: je signalerais peut-être les morceaux qui ont eu le plus de succès, précisément à cause des défauts que j'y trouve. Dans sa nouvelle partition, tout est élégant, distingué, dans les plus petits morceaux, il y a de ces finesses d'harmonie et d'instrumentation dont la délicatesse échappe au public, mais dont les artistes sont charmés ».
On comprend, en tout cas, l'amertume d'un Berlioz, écarté trois fois de la coupole, et qui pourtant avait analysé avec profondeur les qualités comme les limites de l'art de son concurrent. Clapisson avait d'ailleurs donné lui-même une assez bonne définition de son art dans sa lettre de candidature au siège de l'Institut : « Puissent mes études sérieuses et mon respect pour les bonnes et saines doctrines de l'art me rendre digne de l'honneur auquel j'espère ». Fétis, du vivant de Clapisson, avait pourtant écrit combien « ses livrets étaient ou mauvais ou médiocres, et la musique, bien qu'on y remarquât des morceaux de bonne facture et de jolies mélodies, n'avait pas assez l'originalité pour triompher de la faiblesse des sujets ». Léon Escudier, critique musical dans le ton, reconnaît par contre en lui « un des musiciens le plus favorablement connu en France, et, il faut le dire, aussi, le plus justement applaudi (...). Sa musique est claire, facile, mélodique. Avant d'aborder le théâtre, il a fait comme le peintre qui remplit force albums d'études au crayon, d'esquisses d'après nature. Il a composé bon nombre de mélodies pour le salon, et de délicieuses romances, des nocturnes, des airs, la menue monnaie du talent ».
Quant à Gustave Chouquet, voici son point de vue, moins d'une génération plus tard : « (...) a good violin-player (...) published a great many romances and songs which exhibit an easy vein of melody (...). These plays are generally poor, and many of them were unsuccessfull. In tact, La Promise and La Fanchonnette are the only two of his operas which gained public faveur. There is however much good music in Gibby, Le Code noir and several others. His style is somewhat bombastic and deficient in genuine inspiration: but, in almost every one of his operas there are to be found graceful and fluent tunes, fine harmonies, pathetic passages, and characteristic effects of orchestration ».
G. Chouquet semble s'être inspiré de l'article publié par Berlioz au lendemain de la première de Madame Grégoire (1861): « La partition de M. Clapisson m'a semblé l'une des mieux écrites qui soient sorties de sa plume : tout y est soigné. L'ouverture est très habilement faite. Elle contient une belle introduction en forme de marche, plusieurs effets d'instruments à vent très piquants (...). Le trio suivant débute par un thème charmant proposé par les instruments à vent ; il devient ensuite un quatuor développé avec une science magistrale (...). Le troisième acte contient un joli chœur de masques, un grand air de caractère (...), un quatuor et un élégant trio (...). Tout cela est plein de feu, d'entrain, instrumenté richement, et d'un très fin sentiment dramatique".
Mais d'autres jeunes musiciens, et pas seulement Berlioz, auront eu aussi maille à partir avec Clapisson. Le tout jeune prix de Rome Émile Paladilhe, par exemple, ne lui avait pas pardonné son mépris pour la jeune génération, lors d'une visite qu'il fit à la Villa Médicis. Quant à Bizet, il avait improvisé un pastiche intitulé L'enterrement de Clapisson, lorsque celui-ci avait été élu à l'Académie. Il le redonna plusieurs fois et notamment à la Villa Médicis pour fêter la croix de Commandeur de la Légion d'honneur du peintre Jean-Victor Schnetz. On ne résiste pas à en présenter le détail par Paladilhe : « Après une marche funèbre sur un thème du compositeur, il y avait d'abord la procession des affligés avec les membres de l'Académie en grand costume, à leur tête, puis l'oraison funèbre prononcée par Ambroise Thomas, puis le départ allègre de l'assemblée, enchantée d'en avoir fini avec une corvée assommante. La deuxième partie était intitulée Apothéose. L'âme de Clapisson, revêtue de tous les attributs de l'académicien, épée au côté, se trouve seule dans le cimetière et s'envole vers les cieux. Dieu, entouré des compositeurs les plus célèbres, la reçoit avec honneur parmi les Immortels (Ici s'intercalait une parodie de la réception à l'Académie). Beethoven l'accueille avec les premières mesures de la Cinquième Symphonie que Clapisson interrompt par un thème de La Fanchonnette. Beethoven se ressaisit rapidement et reprend sa symphonie (main gauche) , mais Clapisson ne se tient pas pour battu et déverse des flots de ses romances les mieux tournées (main droite). La bataille contrapuntique continue ainsi un moment jusqu'à ce que Beethoven, plus sage, abandonne et La Fanchonnette est menée à son apothéose tonitruante. »

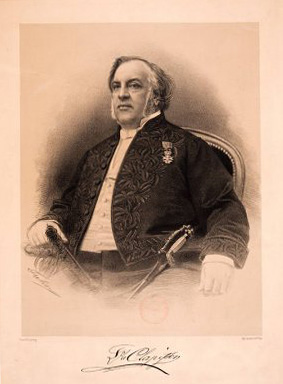
Portrait par Charles Fuhn

Bizet avait aussi joué un coup pendable à Clapisson, quelques années plus tard, alors qu'il logeait au Conservatoire, non loin de sa collection devenue publique. Il le réveilla en sursaut depuis la rue où, avec un groupe de camarades, il lui cria qu'un désastre menaçait ses instruments et qu'il écrivait de « la musique infecte ». Il fut finalement reconnu. Un brouillon de lettre en forme de fausse disculpation (conservé à la Bibliothèque Nationale), dit clairement l'hostilité qu'il ressentait « Monsieur et illustre Maître, vous êtes une des sommités les plus éclatantes de l'art musical (…). Je ne suis moi Mr, que le plus infime de vos admirateurs. Aujourd’hui Mr, je vous ai salué, et vous n’avez pas rendu mon salut – la distance incommensurable qui nous sépare, comme âge et comme position n'autorise pas de votre part ce dédain, je n'ose pas dire cette impolitesse ».
Plus tard, Claude Debussy parlera également de la « médiocrité fameuse » de Clapisson, tandis que dans les mêmes années, Adolphe Julien écrit très justement que la victoire de Clapisson sur Berlioz « qui nous parait prodigieuse à distance, est certainement le fait le plus marquant de toute (sa) carrière, en raison même de son extravagance (...), preuve de l'incompétence et de l'aveuglement non pas seulement de la foule, mais aussi des esprits prétendus d'élite, en face des créateurs d'un véritable génie ». Dans Un amour de Swann, Marcel Proust fait dire à son personnage principal, dans un moment de colère devant l'absence totale de culture musicale d'Odette, qu'« elle n'était pas capable de faire de différence entre Bach et Clapisson ». Musicien sans « prétention, comme sans invention », il a été d'une gaieté très franche, très communicative. Il aimait à évoquer les souvenirs de son enfance et de sa jeunesse, et contait, sur ses premiers débuts, de très divertissantes histoires. Les portraits photographiques ou lithographiques qui sont restés de lui, confirment sa bonhomie un peu suffisante, ce sens de la sociabilité. Eugène Delacroix en laisse aussi une petite esquisse dans son Journal à l'époque où il fréquente les membres de l'Académie en vue de son élection : « 15 nov. (1856). Dîné chez Perrier avec Halévy, Auber, Clapisson très aimable et très prévenant ».
Il est clair, qu'après le brillant succès de La Fanchonnette (1856) celui plus mitigé des Trois Nicolas (1858), Clapisson se trouva comme contraint de trouver des moyens de subsistance complémentaires à sa maigre allocation de l'Institut et son poste de professeur d’harmonie au Conservatoire. La cession à l’État de sa collection d'instruments de musique en décembre 1860 dans des conditions matérielles avantageuses, n'aurait sans doute pas abouti sans le solide appui de ce cercle ami composé d'académiciens et d'hommes de lettres. Il en va de même de sa nomination, le 29 mars 1861, au poste de conservateur du musée instrumental du Conservatoire, fraîchement créé à la suite de l’achat de sa collection.

### Décès et funérailles
Une notice biographique dans le goût de l’époque décrit ainsi ses dernières années : « Clapisson renonça bientôt au théâtre et vécut encore quelques années de cette bonne existence familiale dont il est donné à peu d’artistes de jouir après les fatigues de leur carrière. Il mourut à Paris le 19 mars 1866, des suites d’une imprudence, et fut sincèrement regretté car c’était un musicien de grand mérite et un homme des plus aimables ».
Les funérailles qui furent réservées à Clapisson restent d'ailleurs un témoignage caractéristique de la considération sociale dont il jouissait. Ici la description qui en fut faite dans La France Musicale : « Ses obsèques ont été célébrées dans l'église Saint-Eugène. Ses deux fils conduisaient le deuil. Tous les membres de l'Institut, en costume officiel (...), tous les professeurs, tous les élèves du Conservatoire assistaient à la cérémonie (...). M. Portehaut, de l'Opéra, a chanté l'Agnus Dei, dont les paroles ont été adaptées du Pieta Signore de Stradella; le Pie Jesu a été dit par les chantres de l'église. Les instruments de Sax ont fait entendre la marche funèbre de Litolff (...). La musique de la garde nationale, conduite par M. Dufrêne, a suivi le corps jusqu'au cimetière Montmartre. M. Gatteaux, au nom de l'Institut, M. Elwart, au nom des professeurs du Conservatoire, M. Humbert au nom de la Société des Auteurs, ont prononcé, sur la tombe de Clapisson, trois discours, dernier honneur et suprême adieu a l'homme honnête et laborieux dont la vie entière a été consacrée à l'étude et au culte de l'art musical ».

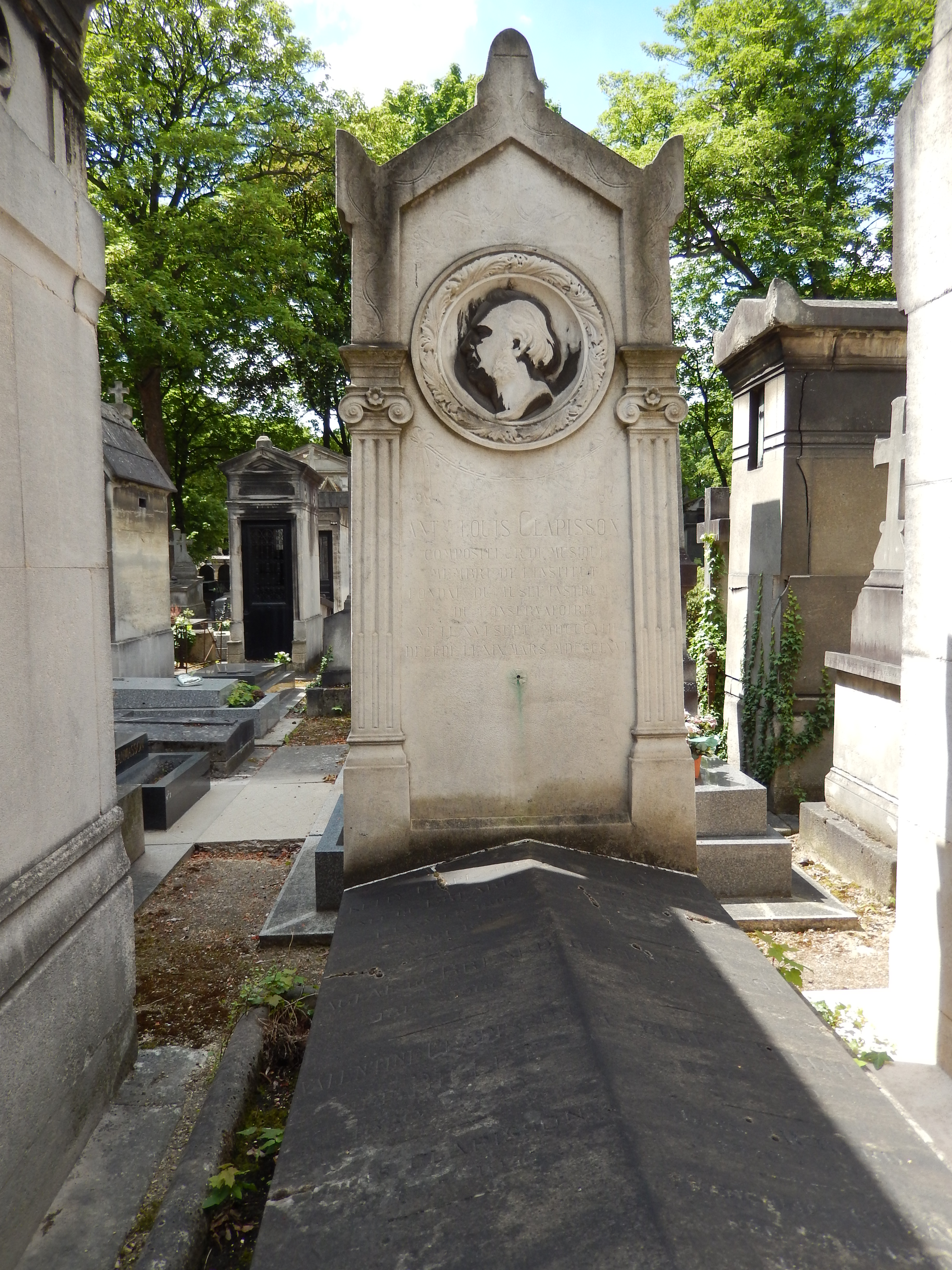
Tombe de Louis Clapisson (cimetière de Montmartre, division 28)

### Le collectionneur d'instruments
Mais Adolphe Julien avait raison de conclure qu'il laisse comme trace appréciable de son passage en ce monde, « non pas une œuvre, mais une collection a laquelle son nom devra rester attaché ». En effet, Clapisson était un fervent antiquaire artistique. Sa collection d’instruments de musique, fond de création du musée instrumental du Conservatoire de Paris après sa cession à l’État, avait concentré une part importante de la vitalité du compositeur dès les années 1840. Elle ne constituait pas, cependant, l'ensemble de ce qu'il avait réuni durant toutes ces années. Car tout laisse à penser que même une fois nommé conservateur du musée instrumental du Conservatoire, Clapisson continua d'acquérir des instruments à titre personnel. Le don des 87 instruments, en juillet 1864, moyennant dédommagement, montre déjà amplement qu'il n'avait pas perdu ses habitudes de collectionneur.
Mais Louis Clapisson correspondait, à n'en pas douter, parfaitement au tempérament de collectionneur caractéristique de ces décennies. On pourrait d'ailleurs tenter un portrait comparatif avec un Alexandre-Charles Sauvageot (1781-1860), musicien aussi, collectionneur peut-être inégalé dans le domaine des objets d'art, donateur puis conservateur honoraire au Louvre, logé au musée, ayant vécu jusqu'à sa mort entouré de ses objets ; avec un Jacques Alexandre Charles (1746-1823), physicien, donateur de son cabinet en novembre 1807, en contrepartie d'une pension viagère annuelle de 10 000 francs, chargé au musée du Conservatoire national des arts et métiers, de la conservation de sa collection jusqu'à sa disparition ; d'un Champfleury (1821-1889) enfin, romancier, journaliste, amateur d'estampes puis de céramiques révolutionnaires, conservateur du musée des collections de la Manufacture de Sèvres.
Tous ont vécu un idéal artistique et une passion de collectionneur, tous ont cherché dans les négociations avec l'État, à restituer des ensembles exemplaires à un public plus large, avec l'obstination victorieuse de ceux qui ne peuvent s'arracher au contact des trésors accumulés par leurs soins. Sans doute le métier de conservateur, s'il évolua grandement par la suite, en a-t-il gardé aujourd'hui encore quelque héritage, notamment cet attachement quasi physique aux collections.

### Conclusion
Pour conclure sur Louis Clapisson en tant que compositeur, La Fanchonnette (1856) reste incontestablement son œuvre la plus célèbre, « un succès n’ayant d’analogue que celui de ces pièces trois ou quatre cents fois représentées, qui défrayent l’affiche d’un théâtre pendant plusieurs années » selon Adolphe Adam. Cette œuvre eut une longue vogue et fut souvent reprise jusqu’au début du XXe siècle. Elle marqua durablement le répertoire de l'Opéra-Comique. Ainsi on pouvait encore lire dans La France Musicale de 1868, à la suite d’une reprise posthume au Théâtre-Lyrique Impériale : « Depuis que la partition de La Fanchonnette a vu le jour, la musique dramatique s’est profondément modifiée. (…) On pouvait craindre que cette œuvre charmante ne parût vieillie et ne fût accueillie avec indifférence après avoir été reléguée dans l’oubli depuis plusieurs années. C’est tout le contraire qui est arrivé. On a salué avec bonheur, avec une joie sincère, les inspirations gracieuses et les mélodies distinguées qui abondent dans la partition de Louis Clapisson. Ce que nous écrivions en 1856 après la première représentation de La Fanchonnette, nous pouvons le répéter aujourd’hui, sans craindre d’être contredit par l’immense majorité de nos lecteurs actuels. »

## Chronologie des œuvres pour la scène
1. La Figurante ou L'Amour et la Danse, opéra-comique en 5 actes, Eugène Scribe/Jean-Henri Dupin, 24 août 1838, Paris, opéra-comique
2. La Symphonie ou Maître Albert, opéra-comique en 1 acte, Jules-Henri Vernoy de Saint-Georges, 12 octobre 1839, Paris, opéra-comique
3. La Perruche, opéra-comique en 1 acte, Dumanoir/Jean-Henri Dupin, 28 avril 1840, Paris, opéra-comique
4. Le Pendu, opéra-comique en 1 acte, de Courcy/Pierre François Adrien Carmouche, 25 mars 1841, Paris, opéra-comique
5. Frère et mari, opéra-comique en 1 acte, Théodore Polak / Henri Humbert, 7 juillet 1841, Paris, opéra-comique
6. Le Code noir, opéra-comique en 3 actes, Eugène Scribe, 9 juin 1842, Paris, opéra-comique
7. Les Bergers Trumeaux, opéra-bouffon en 1 acte, Charles Désiré Dupeuty / Frédéric de Courcy, 10 février 1845, Paris, opéra-comique
8. Gibby la Cornemuse, opéra-comique en 3 actes, Alphonse de Leuven / Léon Lévy ou Lhérie [Brunswick], 19 novembre 1846, Paris, opéra-comique
9. Don Quichotte et Sancho, pochade musicale en 1 acte, Félix Duvert d'après Cervantes, 11 décembre 1847, Paris, opéra-comique
10. Jeanne la folle, grand opéra en 5 actes, Eugène Scribe, 5 novembre 1848, Paris, opéra
11. La Statue équestre, opéra-comique en 3 actes, Eugène Scribe, 1850, Paris, opéra-comique
12. Les Mystères d'Udolphe, opéra-comique en 3 actes, Eugène Scribe / Germain Delavigne, 4 novembre 1852, Paris, opéra-comique
13. La Promise, historiette provençale en 3 actes, Alphonse de Leuven / Léon Brunswick, 17 mars 1854, Paris, Théâtre-Lyrique
14. Dans les vignes, tableau villageois en 1 acte, Léon Brunswick / Arthur de Beauplan, 31 décembre 1854, Paris, Théâtre-Lyrique
15. Le Coffret de Saint Domingue, opéra de salon en 1 acte, Émile Deschamps, 25 mai 1855, Paris, salle Herz
16. Les Amoureux de Perrette, opéra-comique en 1 acte, Henry Boisseaux, mi-Aout 1855, Baden-Baden
17. La Fanchonnette, opéra-comique en 3 actes, Jules-Henri Vernoy Saint-Georges / Alphonse de Leuven, 1er mars 1856, Paris, Théâtre-Lyrique
18. Le Sylphe, opéra-comique en 2 actes, Jules-Henri Vernoy de Saint-Georges, 11 août 1856, Baden-Baden, 27 octobre 1856, Paris, opéra-comique
19. Margot, opéra-comique en 3 actes, Jules-Henri Vernoy / Alphonse de Leuven, 5 novembre 1857, Paris, Théâtre-Lyrique
20. Les Trois Nicolas, opéra-comique en 3 actes, Eugène Scribe / Bernard Lopez / Gabriel de Lurieu, 16 décembre 1858, Paris, opéra-comique
21. Madame Grégoire ou La Nuit du mardi-gras, opéra-comique en 3 actes, Eugène Scribe/Henry Boisseaux, 8 février 1861, Paris, opéra-comique
22. La Poularde de Caux, opérette en 1 acte (composée avec F. A. Gevaert, Eugène Gautier, F. Poise, A. Bazille et S. Mangeant), Alphonse de Leuven/Victor Prilleux, 17 mai 1861, Paris, Théâtre du Palais Royal